# 大下剛史
大下 剛史（おおした つよし、1944年11月29日 - ）は、広島県安芸郡海田町出身の元プロ野球選手（内野手）・コーチ、解説者・評論家。
1975年広島カープ初優勝の立役者の一人。

## 経歴

### プロ入りまで
海田町立海田中学校卒業後の1960年に広島商業高校へ進学し、3年次の1962年には春季中国大会決勝に進出。松江商を降し優勝するが、夏は県予選で敗退し甲子園には出場できなかった。高校同期にエースの大倉英貴、外野手の上垣内誠がいた。
高校卒業後は1963年に駒澤大学へ進学したが、当時の駒澤は前年にリーグ初優勝を飾ったばかりで、まだ強くはなかった。東都大学野球リーグでは1年次の1963年春季、2年次の1964年春季リーグと2度の優勝に貢献。全日本大学野球選手権大会では、1963年は決勝で慶大の渡辺泰輔に完封され準優勝、1964年は決勝で早大を降し初優勝を飾る。1年次の春季リーグからレギュラーとして在学中全試合全イニング出場を果たし、1964年10月に東京五輪デモンストレーションゲームとして開催された日米大学野球選抜試合に2番打者、遊撃手として出場したほか、4年次の1966年秋季リーグには首位打者を獲得。リーグ通算109試合出場、424打数112安打（リーグ歴代4位）、打率.264、1本塁打、30打点。大学同期に伊藤久敏、土屋紘、後藤和昭がいた。1966年のドラフト2位で東映フライヤーズに入団するが、後に大下は「東映のチームカラーは好きじゃなかった。水原さんが監督をしていたから入ったようなもの。」と語っている。

### 現役時代
1年目の1967年から遊撃手のレギュラーに定着し、同年は133試合に出場して規定打席にも到達、打率.269（リーグ14位）・28盗塁でベストナインを獲得。身長171cm、体重56kgという細身な体型ながら、張本勲・大杉勝男・白仁天らと共に「暴れん坊軍団」と呼ばれたチームの主軸として活躍したが、大下はそんな「暴れん坊軍団」と呼ばれる個性派達の大雑把な野球を嫌っていた。水原茂監督が「うちのザル内野がアイツのおかげで変わった」と語るように、きびきびした動きで東映内野陣を見違えるように引き締めた。1969年からは大橋穣の入団により二塁手へコンバートされるが、後に球史に残る名手と評される大橋とは鉄壁の二遊間を築いた。大下が難しい内野ゴロを捕り大橋にトス、そして大橋が一塁に送球するというコンビプレーを度々見せていたが、大橋は1972年にトレードで阪急に移籍してしまい、大橋との二遊間は3年間だけであった。1970年には打率.301でリーグ7位に喰い込み、1972年には新たに創設されたダイヤモンドグラブ賞で、パ・リーグ初の二塁手部門で受賞している。
1975年、前年に広島とのオープン戦で、ガッツあるプレーが当時の一軍打撃コーチであったジョー・ルーツ監督の目に留まり、日本ハムとのトレード交渉が決まる。上垣内・渋谷通とのトレードで地元・広島東洋カープに移籍するが、後にこれは「歴史的トレード」といわれた。
同年は1番打者に抜擢され、ヤクルトとの開幕戦（神宮）では、松岡弘からの先頭打者本塁打を放ってチームに勢いをつける。シーズン中も荒くれ者揃いの東映で培った闘志溢れるプレーでナインを牽引し、赤ヘル打線の切り込み隊長として広島悲願の初優勝に大きく貢献。自身も44盗塁を記録して盗塁王のタイトルを獲得し、ベストナイン、ダイヤモンドグラブも受賞した。同年の阪急との日本シリーズでは、第1戦こそ3安打と気を吐くが、その後は全く当たりが止まり、リードオフマンとしての役割を果たせなかった。
この年、三村敏之が2番打者に入り、先兵1・2番（チャンスメーカー）、及び二遊間コンビを組み、チームを牽引、その後伝統となる広島野球を形づくる。三村と大下は同じ広島商の出身であるだけでなく、同じ広島県安芸郡海田町の出身で、しかも実家も歩いて5分程度の距離にあった。学年では4年違うが、明顕寺が経営する保育園（現・明光保育園）ー海田町立海田市小学校（現：海田町立海田小学校）ー海田町立海田中学校ー広島商業と同じコースを歩んだ。織田幹雄以来、海田が生んだ二人を同町でも英雄視し、初優勝に向けて驀進中の1975年秋には海田町内のあちらこちらに、二人の名前が書かれた数えきれないほどの横断幕がはんらんした。当時、高校球児が甲子園に出場、または全国制覇した際に個人名が書かれた横断幕が掲げられることは珍しくなかったが、プロ野球では異例だった。また当時子どもたちの野球遊びはピッチャーとサードに人気が集中していたが、海田の子どもたちはセカンドとショートを奪い合った。チームメイトが同郷もしくは同出身校というのは珍しく無いが、同出身校でさらに生まれた町まで同じで一二番コンビを組んだというのは、かなり珍しいケースであると思われる。大下も「もうプロ野球でこんなコンビは出んやろ」と述べている。
1976年からは度々故障に悩まされ、1978年には高橋慶彦が遊撃手に定着、三村や木下富雄が二塁手に回る場面が多くなる。試合中に何でもない球をエラーしたことがきっかけとなり、同年限りで現役を引退。

### 引退後
引退後は広島で二軍守備・走塁コーチ（1979年 - 1981年）、一軍守備・走塁コーチ（1982年 - 1983年）を務めた。
退団後は中国放送「RCCカープナイター 」解説者（1984年 - 1988年）を務め、この頃は後年の解説スタイルと異なり、毒舌や緊迫感などの色彩が薄かった。この時期は、TBSテレビ系列全国中継で東映時代の先輩の張本勲とのダブル解説となることもあった。
1989年には新任の山本浩二監督の要請で、広島にヘッドコーチとして復帰。就任した1988年オフの日南キャンプでは、若手がグラウンドでランニングしている最中、唐突に若手選手のグラブを1個ずつ点検。「こりゃあ誰のグラブなら!!」（原文ママ）という怒声と共に、きちんと手入れのなされていない大下モデルの榊原聡一郎のグラブを球場の外に向かって思い切り放り投げた。それを見ていた選手一同は戦々恐々としていたが、観客は爆笑の渦に巻き込まれていた。同年のドラフトで広島は達川光男の後釜として谷繁元信を指名することがほぼ決まっていたが大下が「野村を指名しないならヘッドコーチを降りる」と言った為広島は野村謙二郎を指名した。ある時に川口和久・金石昭人・白武佳久・川端順の4人組が門限破りの朝帰りをしたところ、当時名古屋場所の開催時期と広島の名古屋遠征が重なったため九重部屋の朝稽古に連れて行き、御馳走された昼のちゃんこが食べられないほど4人を疲労困憊させたこともあった。1991年にはリーグ優勝に貢献するが、同年退任。
退任後はテレビ朝日・広島ホームテレビ「ゴールデンナイター」解説者・スポーツニッポン評論家（1992年 - 1998年）を務め、相手が巨人だろうと読売グループだろうと平気で噛み付く、緊迫感溢れる毒舌解説が好評となる。特に東尾修と組むと緊迫感が倍増し、同じく解説者として同席していた若松勉が20分近く何も言葉を発しなかったこともあったほか、広島時代の後輩である北別府学も何も言葉を発しなかったこともあった。実況担当のアナウンサーの間では、大下との中継をこなせるようになれば一人前とも言われていた。地元の広島戦はもとより、全国ネットのヤクルト-巨人戦や、関東ローカルまたは巨人戦裏カードでの全国放送であった西武戦や日本ハム戦やヤクルト戦など、ABCテレビ制作の阪神戦以外のテレビ朝日で放送された野球中継には毎試合のように解説を担当した。
1999年には再び広島ヘッドコーチを務め、山本監督時代に続き、自身も現役時代に大下から厳しくノックを浴びせられた達川晃豊監督時代も「鬼軍曹」として恐れられた。キャンプでは投内連携の出来ていない選手を一喝する光景が見られ、反省の意味を込め、河野昌人など自主的に丸坊主にする選手が目立った。シーズンでもキャンプでの猛練習が怪我人続出する事態になり駒不足が深刻化。シーズン途中で成績不振の責任を取り辞任した。
退任後は広島ホームテレビ解説者（2000年 - 2008年）を務め、2008年は大下が解説した全ての試合で広島が勝利し、この事が2009年の広島ホームテレビのローカル中継の『カープ応援中継“勝ちグセ。”』への改題へと繋がった。2009年からは東京スポーツ評論家を務めており、コラム「熱血球論」を担当。
2006年9月12日より10月6日まで東京スポーツ紙で、古巣・日本ハムのプレーオフ進出記念企画『これがワシのファイターズ』を連載した。

## 人物

### 選手時代
走守と二拍子揃った名手であっただけでなく、出身校・広島商仕込みの隠し球の達人としても知られた。通算で何個成功させたか公式の記録には残ってないが、東映時代の1970年には1シーズンで4度も成功させている。広島時代にやった（決めた）イメージが強いが、大下自身は7回成功させたが全て東映時代と話している。常に狙っていたため、現役時代には『忍者』の異名も取っていた。2006年発売の野球雑誌「野球小僧」では、現役時代の大下の隠し球に関する特集が組まれている。
その年間4度の隠し球のうち、7月2日の対ロッテ戦の5回表に行った隠し球は送りバントのベースカバーに入って打者をアウトにしたあと二塁に進んだランナー醍醐猛夫のところにまるで散歩しているかのようなペースで歩いていってタッチアウトにしたもので記録は併殺。最初のアウトから併殺完成まで50秒という最長時間記録であった。この時2つめのアウトを宣告した二塁塁審の萩原寛は笑いをこらえていたという。
東映で一年目からレギュラーを獲れたきっかけはキャンプでのある事件から。外野で球拾いをしてると水原監督から「おーい、背番号1番、こっちへ来い!」と大きな声で呼ばれ、何事かと思って全力疾走で一塁ベンチ前へ行くと「俺がノックしてやる」と水原に言われた。「自分が外野で声を出しながら球拾いをして、夕方には素振りをしていたのをこの人は見てくれてたんだ」と涙が出るほど嬉しかった。なぜかドジャースの帽子を被った水原直々のノックを受け、大下は何とか認めてもらおうとボールに食らいついた。しかし何かおかしい。水原はニヤけてノックを続ける。ベンチ脇から「水原さ～ん、かっこいいー」「水原さ～ん、素敵ー」と女性の嬌声が。水原は伊東の芸者衆にいいところを見せようとしていただけだったのだ。水原はノックする姿がカッコよかった。気分が良かったのか10分、20分、30分たってもノックをやめない。イライラした大下はノックされたボールを鷲掴みにすると、水原にボールを投げつけた。あたりはシーンとなり、先輩の張本らは「あのガキ」と大下を見て、大騒ぎだった芸者衆もびっくりして押し黙った。水原は文字通り射るような目つきで大下を睨みつけた。個性派揃いといわれた東映でもさすがに監督にボールをぶつけたらタダではすまない。どういう処分でも受ける覚悟をしていたら水原が「おい、あのチビにバッティングさせてみい」と言った。その言葉に耳を疑ったが、急いでバッティングケージの中に入った大下が頭が真っ白になりながら広商時代から自信のあった右打ちを披露した。水原はダンディで知られる一方、無類の鼻っ柱の強さを誇り、同じ向こう意気の強い大下に同じにおいを感じてレギュラーに抜擢してくれたのでは、と大下は述べている。その後も大下は水原に可愛がられ、遠征先で晩酌の付き合いをよくさせられた。水原からシベリア抑留時代に「労働から帰る途中、疲れが限界を超えて仲間が次々に倒れていく。しかし他人を助けたら自分も死ぬ」という話を聞かされ厳しさを学んだ。
1971年のホームランは3本のみだが、この年5月3日の対ロッテ戦、延長10回表の作道烝（作道杰）、大下、大橋穣、張本勲、大杉勝男と5打者連続ホームラン（日本プロ野球記録）達成の一員となっている。
1974年オフの郷里・広島カープへのトレードは、今でも「うれしかったでしょう」と聞かれることが多いが実はうれしくなかった。親会社は変わってもチームに対する愛着もあり、自身も東京の生活が好きだった。当時、大社義規オーナーは日本ハムの工場を大下の郷里である広島の海田町へ進出させようとしていて、町議会議長を務めていた大下の父とは懇意だった。そうした関係で大社オーナーからトレードには出さないという確約をもらっていた。スポーツ紙には「日本ハム、大下以外の全選手がトレード要員」と報じられたほど。しかし球団社長の三原脩は、食品会社である日本ハムに、東映時代からの主力である張本、大杉、白らは品がよくなくてふさわしくないと東映色の一掃を決断し、大下も例外とは考えていなかった。1974年の日本ハム対広島カープのオープン戦で、三塁ベースコーチの静止を振りほどき、強引にホームに突進する大下のガッツあるプレーに感心した当時広島のコーチだったジョー・ルーツが、1975年の広島監督就任にあたり「日本ハムの大下をとってくれ」と監督受諾の条件として突きつけていた。当時の広島球団代表・重松良典は「大下はさすがに日本ハムも出さないだろう」と日本ハムに打診したところ予想に反し話は通った。当時大社オーナーは社用で英国に出張していて、三原はオーナー不在を計算に入れてトレードをまとめたのだった。重い気分で広島に向かうと松田耕平オーナーから「お帰り」の一言が。「そうだ、ここはワシの故郷じゃ」と大下は奮起を誓った。このトレードは「弱小球団」が大きくカジを切った瞬間でもあった。
1978年に移籍してきた江夏豊が、試合後バスの後部座席に座っていると、後から乗ってきた大下に「どけ!」と言われ、江夏が激怒しつかみ合いの喧嘩になったが、江夏が座っていた席は大下の指定席であった。地元の海田町にある大下の後援会は絶大なる権力を持っていたようで、チーム内で大下に逆らうことはとてもじゃないができなかったという。それが縁でお互いの誤解が解け、その後はよき先輩後輩の間柄になったという。

### 広島のコーチとして
達川曰く「胃から汗が出る」と形容するほどの猛練習を若手に課していた。その猛練習により野村謙二郎、前田智徳、江藤智、緒方孝市、東出輝裕、新井貴浩といった大下から指導を受けていた選手が、後に主力へ成長したのも事実である。特に駒大の後輩でもある野村を徹底的にシゴき、野村は「このままじゃ殺されます」と泣き言を言ったほどだが、高橋慶彦は「それは期待の裏返しでもあった。俺が古葉さんに見込まれて鍛え上げられたように。大下さんの猛ノックのおかげで1番・ショートで使える目途が立った野村を見て、俺のカープでの務めは終わったと感じた」と話している。金本知憲は「大下ヘッドコーチに怒られるのが怖くて、（盗塁を）ちゅうちょすることが多かった。」と語っている。新井は「特に目をかけてもらっていた」と話している。反面、内川聖一のように持病（骨嚢腫）からその猛練習に不安を感じ、入団拒否を表明した選手もいた。

### 解説者として
選手に対しては批判的な発言をすることがほとんどで滅多に褒めない。特にカープ時代、主砲であった栗原健太に対しては手厳しい批判を加えていたが、これは主力選手の流出などで苦境に立たされる当時のカープの主砲としての自覚を促す愛情表現であると取れていた。更に実況のアナウンサーの誤りに対しても、批判じみた突っ込みを入れることもあるほか、間を持たせるための他愛もない問い掛けを「そんなことより○○さんねぇ」と全否定したり、無視することも珍しくなく、これによって数十秒もの沈黙が生まれたこともある。

### 人物像
東映時代の同僚である江本孟紀（後にフジテレビ解説者）によれば、大下が球界で大きな顔が出来るのは、大下が駒大閥のトップで、当時の学生野球の総大将だったからだという。大下らの学生時代、新宿ゴールデン街にあったスナック「熊の子」が学生野球の溜まり場で、早大、明大、法大、駒大など東京六大学や東都大学の選手たちが出入りしていた。星野仙一が田淵幸一たちと親しくなったのもこの店で、付き合いの悪い明大の高田繁や早大の中村勝広、駒大の森繁和や野村謙二郎らも常連だった。すると大下がその店のオーナーの長女と結婚した。学生たちは店を自分の家のように思っていたので、オーナーの家族と結婚した大下をみんなが"兄貴"と言わないと仕方なくなった。こうして大下人脈が生まれ球界に深く食い込むようになったという。
解説者やコーチとしては個性の強さが目立つものの、人一倍寂しがり屋の性分も持ち合わせている。本当は細やかな気配りができ、江藤は「いまでも広島時代に鍛えられたお陰で今日がある」と語っている。前田が故障続きで投げ出したい気持ちの時にもサポートしていたほか、野村が怪我を押して出場し、試合でエラーを連発してもそれを知っている大下が怒ることはなかった。プロとして実績を残した選手には自費で贈り物を届けるなど、人情家の一面もある。

## 詳細情報

### 年度別打撃成績
| 年 度      | 球 団              | 試 合 | 打 席 | 打 数 | 得 点 | 安 打 | 二 塁 打 | 三 塁 打 | 本 塁 打 | 塁 打 | 打 点 | 盗 塁 | 盗 塁 死 | 犠 打 | 犠 飛 | 四 球 | 敬 遠 | 死 球 | 三 振 | 併 殺 打 | 打 率 | 出 塁 率 | 長 打 率 | O P S |
| ---------- | ------------------ | ----- | ----- | ----- | ----- | ----- | -------- | -------- | -------- | ----- | ----- | ----- | -------- | ----- | ----- | ----- | ----- | ----- | ----- | -------- | ----- | -------- | -------- | ----- |
| 1967       | 東映 日拓 日本ハム | 133   | 529   | 479   | 55    | 129   | 17       | 5        | 5        | 171   | 45    | 28    | 10       | 9     | 4     | 27    | 3     | 10    | 65    | 5        | .269  | .319     | .357     | .676  |
| 1968       | 東映 日拓 日本ハム | 125   | 539   | 503   | 61    | 132   | 15       | 3        | 3        | 162   | 23    | 11    | 12       | 8     | 1     | 23    | 1     | 4     | 38    | 6        | .262  | .299     | .322     | .622  |
| 1969       | 東映 日拓 日本ハム | 125   | 479   | 424   | 49    | 102   | 17       | 2        | 6        | 141   | 33    | 15    | 7        | 26    | 1     | 23    | 0     | 5     | 27    | 7        | .241  | .287     | .333     | .620  |
| 1970       | 東映 日拓 日本ハム | 115   | 487   | 449   | 72    | 135   | 9        | 4        | 8        | 176   | 32    | 32    | 7        | 13    | 0     | 19    | 0     | 6     | 29    | 5        | .301  | .338     | .392     | .730  |
| 1971       | 東映 日拓 日本ハム | 111   | 461   | 419   | 51    | 96    | 12       | 3        | 3        | 123   | 16    | 33    | 2        | 12    | 2     | 21    | 1     | 7     | 31    | 4        | .229  | .276     | .294     | .570  |
| 1972       | 東映 日拓 日本ハム | 124   | 522   | 467   | 67    | 126   | 22       | 3        | 3        | 163   | 39    | 39    | 12       | 14    | 6     | 30    | 0     | 5     | 20    | 5        | .270  | .317     | .349     | .666  |
| 1973       | 東映 日拓 日本ハム | 107   | 458   | 406   | 62    | 106   | 6        | 3        | 8        | 142   | 30    | 24    | 13       | 10    | 1     | 39    | 0     | 2     | 27    | 6        | .261  | .328     | .350     | .678  |
| 1974       | 東映 日拓 日本ハム | 120   | 514   | 442   | 72    | 109   | 13       | 5        | 5        | 147   | 31    | 34    | 7        | 16    | 3     | 43    | 0     | 10    | 21    | 6        | .247  | .325     | .333     | .658  |
| 1975       | 広島               | 117   | 510   | 471   | 59    | 127   | 12       | 1        | 3        | 150   | 19    | 44    | 20       | 7     | 1     | 27    | 0     | 4     | 43    | 4        | .270  | .314     | .318     | .633  |
| 1976       | 広島               | 80    | 284   | 263   | 30    | 70    | 9        | 0        | 3        | 88    | 23    | 14    | 6        | 5     | 1     | 14    | 0     | 1     | 20    | 3        | .266  | .305     | .335     | .639  |
| 1977       | 広島               | 89    | 347   | 304   | 36    | 76    | 8        | 1        | 2        | 92    | 24    | 19    | 9        | 15    | 3     | 24    | 0     | 1     | 24    | 4        | .250  | .304     | .303     | .607  |
| 1978       | 広島               | 64    | 134   | 115   | 15    | 25    | 3        | 0        | 1        | 31    | 7     | 2     | 4        | 5     | 1     | 13    | 0     | 0     | 7     | 6        | .217  | .295     | .270     | .564  |
| 通算：12年 | 通算：12年         | 1310  | 5264  | 4742  | 629   | 1233  | 143      | 30       | 50       | 1586  | 322   | 295   | 109      | 140   | 24    | 303   | 5     | 55    | 352   | 61       | .260  | .310     | .334     | .645  |

- 各年度の太字はリーグ最高
- 東映（東映フライヤーズ）は、1973年に日拓（日拓ホームフライヤーズ）に、1974年に日本ハム（日本ハムファイターズ）に球団名を変更

### タイトル
- 盗塁王：1回 （1975年）

### 表彰
- ベストナイン：2回 （遊撃手部門：1967年 二塁手部門：1975年）
- ダイヤモンドグラブ賞：2回 （二塁手部門：1972年、1975年）※1972年は二塁手部門でのパ・リーグ史上初の受賞[13]

### 記録
初記録
- 初出場：1967年4月8日、対阪急ブレーブス1回戦

節目の記録
- 1000試合出場：1975年6月12日 ※史上182人目

その他の記録
- オールスターゲーム出場：5回 （1967年、1970年、1971年、1973年、1975年）

### 背番号
- 1 （1967年 - 1978年）
- 78 （1979年 - 1983年）
- 71 （1989年 - 1991年、1999年）

## 関連情報

### 解説者としての出演番組
中国放送（RCC）時代
- S☆1 BASEBALL - RCCテレビ及びTBSテレビ系列のプロ野球中継番組の現行タイトル（RCCテレビのローカル放送は下記ラジオ中継と同タイトルで放送）